# خوان (لاعب كرة قدم مواليد 1985)
خوان (بالإسبانية: Juan José Angosto)‏ هو لاعب كرة قدم إسباني في مركز حراسة المرمى، ولد في 19 أغسطس 1985 في مرسية في إسبانيا. لعب مع ElPozo Murcia FS ‏.

## وصلات خارجية
- خوان (لاعب كرة قدم مواليد 1985) على موقع الاتحاد الأوربي (الإنجليزية)